# Nancheng (köping i Kina, Sichuan)
Nancheng (kinesiska: 南城镇, 南城) är en köping i Kina. Den ligger i provinsen Sichuan, i den sydvästra delen av landet, omkring 97 kilometer söder om provinshuvudstaden Chengdu. Antalet invånare är 18 526. Befolkningen består av 9 415 kvinnor och 9 111 män. Barn under 15 år utgör 12,0 %, vuxna 15-64 år 73 %, och äldre över 65 år 14,0 %.
Genomsnittlig årsnederbörd är 1 512 millimeter. Den regnigaste månaden är juli, med i genomsnitt 367 mm nederbörd, och den torraste är januari, med 14 mm nederbörd.